# Landeskrankenhaus Innsbruck

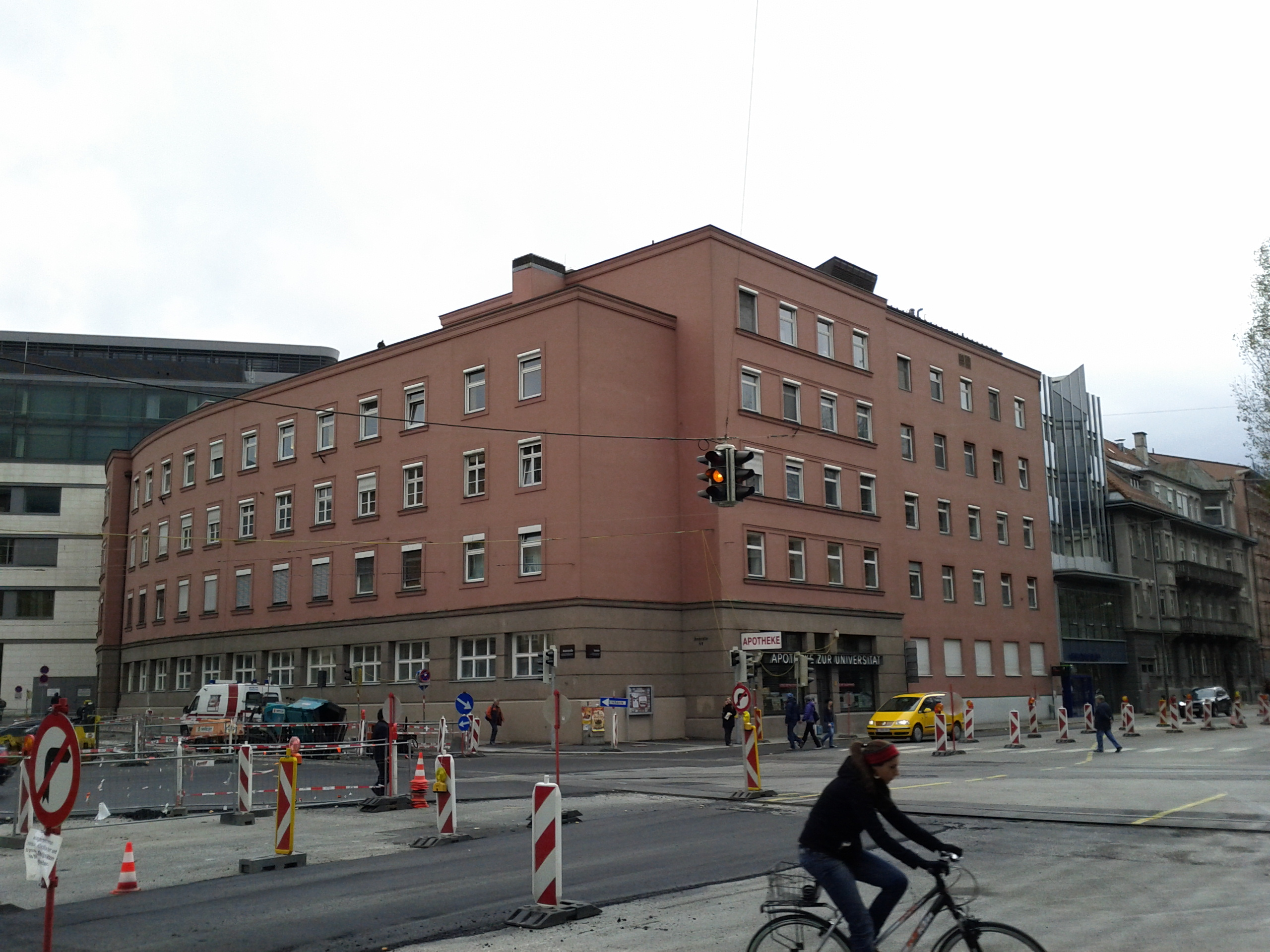
Landeskrankenhaus Innsbruck

Het Landeskrankenhaus Innsbruck (LKH Innsbruck) is een ziekenhuis in de Oostenrijkse stad Innsbruck.
Met 1600 bedden is het een van de grootste ziekenhuizen van Oostenrijk. Er werken 5300 mensen.
Het LHK Innsbruck heeft de status van universiteitsziekenhuis, er wordt medisch onderzoek gedaan en er worden artsen opgeleid.

## Geschiedenis
De geschiedenis van het ziekenhuis gaat terug tot de 14e eeuw. De als stedelijk ziekenhuis bestaande voorziening werd geïncorporeerd in de Universiteit van Innsbruck toen deze in 1669 werd opgericht. De eerste leerstoel voor chirurgie in Oostenrijk werd er in 1733 gevestigd.
Sinds 1 januari 2004 is de Faculteit der Geneeskunde niet langer onderdeel van de Universiteit van Innsbruck, maar een zelfstandige universiteit onder de naam Medizinische Universität Innsbruck.
In 2012 werd de Nederlandse prins Friso in het ziekenhuis opgenomen na zijn ski-ongeluk vlak bij Lech.